# Хагуро (тежък крайцер, 1928)
Хагуро (на японски: 羽黒) е тежък крайцер на Императорските ВМС на Япония. Принадлежи към типа „Миоко“. Носи името „Хагуро“ в чест на една от трите свещени планини Дева в префектура Ямагата.
Има активно участие в бойните действия на Тихоокеанския театър на военните действия през Втората световна война в периода 1941 – 1944 г. Потопен в Малакския пролив от английски разрушители на 16 май 1945 г.

## Строителство
Появата на крайцерите от типа „Миоко“ е свързана с подписването от Япония на Вашингтонското съглашение, постановяващо пределните ограничения по тонаж на тежките крайцери от 10000 тона. Японският Морски генерален щаб поръчва да се разработи проект за крайцер, който да съответства на всички ограничения. Проектът се разработва под ръководството на корабостроителите Юдзуру Хирага и Кикуо Фуджимото.
Стремежът да се компенсира численото изоставане от потенциалните противници принуждава автора на проекта да внася изменения, насочени към повишаване на огневата мощ на кораба. Отначало е решено да се увеличи броят на 200-мм оръдия до 10, а след това да се поставят на крайцера и торпедни апарати.
Хагуро и Ашигара влизат във втората двойка крайцери от този тип. Поръчката за кораба е дадена в края на 1924 г. Неговата получава частната фирма Мицубиши, която води строежа по-бързо от своите държавни конкуренти и кораба влиза в строй даже преди главния Миоко. Спускането му на вода на 24 март 1928 г., а предаването му на флота е на 25 април 1929 г. Корабите от този тип се оказват съществено претоварени, което става причина за тяхната лоша устойчивост. Артилерията на главния калибър (200-мм оръдия тип 3 №1) са разположени в пет двуоръдейни кули: три в носовата част и две – в кърмовата. Зад комплекса на носовите кули е поставена масивната надстройка на която са разположени мостикът, рубките, постовете за управление. В централната част на кораба се намират двата комина, триногата гротмачта и хангарът за хидросамолетите. В кърмовата част, освен двете кули на главния калибър е разположен катапултът за пускане на хидросамолетите.
Освен главния калибър, крайцерът е въоръжен с шест 120-мм оръдия тип 10 в зенитен вариант, поставени в еднооръдейни установки в централната част на кораба. Зенитното въоръжение се допълва едва от две 7,7-мм картечници Люис. Важна част от въоръжението са четирите тритръбни торпедни апарата тип 12, които се намират по двойки на двата борда на средната палуба. Общият запас торпеда съставлява 24 единици. Мощните 610-мм торпеда съществено усилват огневата мощ на кораба, но в същото време, представляват огромна опасност за самия кораб при уцелването на бойната им част. Авиационното въоръжение по проект се състои от два хидросамолета Накаджима E2N или „тип 15“.
Бронирането на кораба се състои от броневи пояс с дебелина 102-мм с наклон навън от 12 градуса. Дължината му е 123 метра, но височината е разпределена неравномерно. Поради значителното претоварване на кораба по-голямата част от бронята е разположена под водата. Хоризонталното брониране на палубата съставлява 32 – 35 мм (средната палуба над машинното отделение и долната палуба над погребите за боезапаса). В централната част има допълнителна броня от 12 – 25 мм, с която е усилена също горната палуба. Също са бронирани и барбетите на кулите на ГК (76-мм) и рулевото отделение (25 – 50 мм). Подводната защита се състои от були с дължина 93 см и максимална височина 2,5 метра, които са запълнени със стоманени тръби. От корпуса булите са отделени с надлъжна двуслойна преграда с дебелина 58 мм. Предполага се, че защитата ще е способна да издържа на попадение от 533-мм торпедо.

## История на службата

### Довоенен период
От момента на влизането им в строй крайцерите от типа Миоко съставят 4-та дивизия крайцери. Хагуро е приписан към военноморския окръг Сасебо. На 22 – 23 октомври 1930 г. кораба е посетен от император Хирохито, който пренощува на кораба.. През 1930 г. височината на носовия комин е увеличена с 2 метра, за да се предотврати въздействието на газовете върху мостика. Декември 1932 г., във връзка с влизането в строй на новите крайцери всички крайцери от типа Миоко са поставени в резерва, където те очакват своя ред за модернизация. През май 1933 г. корабите от типа а преобразувани в 5-та дивизия крайцери. Единствената служба на корабите е участието в летните маневри и големия парад в Йокохама на 25 август 1933 г. За времето в резерва в периода 1933 – 34 г. е проведена замяната на оръдията на главния калибър. Вместо 200-мм оръдия са поставени 203-мм оръдия тип 3 №2, които се отличават с по-голяма далечина на стрелба и използват по-тежки типове снаряди, в т.ч. и особените „гмуркащи се“ снаряди тип 91. Внесени са изменения в конструкцията на погребите и подемниците.
През февруари 1934 г. крайцерът е поставен за модернизация във военноморската корабостроителница на Мицубиши в Нагазаки, която преминава до юни. В хода на модернизацията въоръжението на кораба претърпява съществени изменения. 120-мм зенитни оръдия тип 10 са сменени с 8 127-мм оръдия тип 89 в сдвоени установки. Освен тях е построена допълнителна зенитна палуба между втория комин и 4-та кула на ГК. Установките са поставени на спонсони. Освен това ПВО на кораба е усилена с две четирицевни 13-мм зенитни картечници тип 93 по двете страни на предния комин.
Демонтиран е хангарът за самолетите и стария катапулт, който е заменен с два барутни катапулта тип 2 модел 3. Откритото съхраняване на самолетите позволява на крайцера да носи четири разузнавателни самолета Накаджима E8N едновременно, макар до 1936 г. кораба да носи основно два самолета от този тип. В района на четвъртата кула на горната палуба са поставени два нови четиритръбни торпедни апарата тип 92 модел 1, които имат торпеда тип 90 със система за бързо презареждане. Общия брой торпеда е 16. Предишните неподвижни торпедни апарати са демонтирани. Числеността на екипажа нараства от 814 до 832 души, които са поместени на мястото освободило се след демонтажа на торпедните апарати. Всички тези изменения водят до поредното увеличаване на водоизместимостта почти до 14000 тона. За повишаване на устойчивостта на кораба са поставени допълнителни були, което увеличава ширината на кораба с цената на намаляване на скоростта.
След модернизацията крайцерът участва в големите маневри в състава на временно сформирания Четвърти флот. На път от ученията, на 26 септември 1935 г., корабите на флота попадат в мощен тайфун (Инцидентът с Четвърти флот), който нанася големи поражения на корабите и предизвиква разследване показващо необходимостта от внасяне на изменения при болшинството типове японски кораби. Крайцерът Миоко получава сериозни повреди на надстройките и корпуса. Това събитие кара по спешност да се усили корпуса на кораба между средната и горната палуба с 25-мм стоманени плочи, което позволява да се намали надлъжното напрежение на корпуса. След мероприятията Хагуро се връща в състава на 5-та дивизия тежки крайцери. Крайцерът нееднократно участва в учения. На 9 април 1936 г. по време на маневрите при Циндао Хагуро, през нощта, се сблъсква с Начи. Двата кораба получават незначителни повреди. В периода 1936 – 37 г., съвместно с другите крайцери от своя тип, осъществява прехвърлянето на войски от Япония за Китай и осъществява патрулирането на крайбрежните китайски води.

Към края на 1930-те години е планирана поредната модернизация на корабите от този тип. Във връзка с това Хагуро, в края на 1937 г., е изваден в резерва, но почти година чака своя ред за модернизация, поради претоварването на корабостроителниците. Заповедта за модернизация на кораба от Мицубиши е получена едва през януари, а самите работи протичат в течение на 1939 г. В хода на модернизацията е съществено изменена системата за управление на артилерийския огън на главния калибър. Зенитното въоръжение е съществено усилено с поставянето на четири сдвоени установки 25-мм автоматични оръдия тип 96, които през цялата война си остават главното средство за близка ПВО на японския флот. Броя на картечниците е съкратен до две сдвоени установки за 13-мм картечници. Значително е усилено торпедното въоръжение: крайцерът получава още два четиритръбни торпедни апарата тип 92 модел 1. За пореден път е сменен катапултът. Сега с катапулта тип 2 модел 5 може да се пускат по-тежките самолети Аичи Е13А1 и Мицубиши F1M.
Освен измененията във въоръженията са направени и изменения в силовата установка, усилена е противоторпедната защита за сметка на поставянето на нови були, запълнени със стоманени тръби и имащи оборудване за бързо наводняване и пресушаване. Счита се че противоторпедната защита е способна да издържи на взрив на 250-кг заряд на торпедо. За повишаване на ефективността на борбата за живучест е направен централен пост.
С края на модернизацията Хагуро отново влиза в състава на 5-та дивизия. През февруари – март 1941 г. корабът прави поход във водите на Южен Китай, през април – към островите Палау. През април 1941 г. в рамките на изпълнението на програмата „Спешна подготовка за война“ на Хагуро, в горната част на корпуса надлъжно по бордовете, е поставена система за размагнитване, част от обема на булите е запълнен с тръби. Към това време започва активната подготовка за война със САЩ и Великобритания. Крайцерът преминава през септември текущ ремонт. След приемането на решението за открити военни действия корабите на 5-а дивизия попълват своя боезапас в Куре, а на 23 ноември 1941 г. отплават за островите Палау, където Хагуро пристига на 1 декември.

### Начало на войната в Тихия океан
В началото на войната Хагуро влиза в състава на 5-та дивизия крайцери под командването на контраадмирал Такео Такаги където също са еднотипните Миоко (флагмански кораб) и Начи. Дивизията влиза в състава на Южното съединение (самолетоносачът Рюджи, 3 тежки, 1 лек крайцер и 7 разрушителя), прикриващи десанта в южната част на Филипините. То прикрива голям войскови конвой, който стоварва войски на остров Минданао. След края на десанта корабите се връщат в Давао. На 9 – 14 януари Хагуро действа в състава на съединението за превземане на Манадо. Новия поход на крайцерите Начи и Хагуро е края на януари – началото на февруари, за да прикриват превземането на морската и авиационна база Амбон и в Макасар. На 26 януари крайцерът е безрезултатно атакуван от американската подводница SS-192 Сейлфиш, която пуска четири торпеда. Действайки впоследствие от залива Старинг те прикриват десанта на войски на остров Тимор.

### Боевете в Яванско море
За противопоставяне на японското нахлуване, още в началото на януари е създадено съвместно командване на силите на съюзниците (ABDA). Към края на февруари на Ява е събрана обединена ескадра начело с холандския адмирал Карел Доорман, която трябва да защити острова от японците. Действията на тази ескадра водят до серия морски сражения. На 24 февруари крайцерите Хагуро и Начи излизат за ескорт на голям морски конвои (41 транспорта) с десант. На 26 февруари десантът е открит от съюзниците и против него се изпраща ескадрата на Доорман. През деня на 27 февруари противниците се срещат. Съюзната ескадра в състав 2 тежки крайцера, 3 леки крайцера и 9 разрушителя, японците могат да противопоставят на съединението охраната на транспортите (2 тежки и 2 леки крайцера, 14 разрушителя)
В 16.16 японските тежки крайцери откриват огън от пределната дистанция 25 километра. Далечната дистанция, удържана от противниците почти през цялата начална фаза на боя, води до това, че в боя участват само тежките крайцери. Японците изстрелват залп след залп корабите на противника, но попадения няма, макар японците, за разлика от своите противници да използват хидросамолети за коректировка на стрелбата. Първото попадение от 203-мм снаряд получава флагманския кораб на съюзниците – Де Ройтер (Hr. Ms. „De Ruyter“), но снарядът не се взривява. След това Хагуро заедно с разрушителите от своята група атакува строя на противника с торпеда. Японските далекобойни торпеда често се пускат от максимални дистанции, съществено намалявайки шансовете за попадение. Не е удивително, че от 43 торпеда нито едно не попада в целта. По времето на тази атака японските кораби са атакувани от холандската авиация, но безрезултатно.
В 17.08 полубронебоен снаряд от Хагуро почти вертикално попада в дясната кърмова установка на 102-мм зенитки на английския крайцер Ексетър  (HMS Exeter (68)) и прониква в кърмовото котелно отделение „В“, където и детонира. Английският крайцер получава тежки повреди, скоростта му рязко пада наполовина. Неговите маневри водят до хаос в строя на съюзния флот и корабите започват да маневрират самостоятелно, подставяйки се под поредната торпедна атака. В 17.15 едно от торпедата, пуснати възможно от Хагуро попада в борда на холандския разрушител Кортенаер който мигновено се взривява и потъва. Тъй като противниците се приближават към корабите с десанта, японците предприемат ред маневри за тяхното прикритие. Съюзниците, на свой ред, се опитват да излязат от боя. Американските разрушители нанасят торпеден удар по японците, но поради голямата дистанция японските кораби успяват да избегнат торпедата.
В 23.00 противниците отново се откриват един друг. Съюзната ескадра е без от Ексетър и всички разрушители, освен това готовността за нощен бой на японците е несъразмерно по-голяма. В 23.20 японските крайцери за пореден път атакуват строя на противника с торпеда. Този път те са изстреляни от разстояние само 40 кабелтови. Торпедната команда на Хагуро отново се отличава поразявайки Де Ройтер, торпедо от Начи попада в крайцера Ява. Двата крайцера губят ход и скоро потъват. Останалите кораби на съюзниците се откъсват от преследването и отплават за Батавия. Всичко за боя Хагуро изразходва 774 снаряда на главния калибър (три четвърти боезапас). Ефективността на стрелбата е много ниска (двата крайцера имат общо само 5 попадения) при това четири снаряда не се взривяват. Торпедните удари са малко по-точни (3 от 153 торпеда). За сметка на това ефектът от попаденията е изключителен. Единствено попадение изважда от строя тежък крайцер, а всяко от достигналото целта торпедо праща на дъното вражески кораб
.
След ден японските тежки крайцери участват в още един бой, прехващайки, опитващия се да се достигне Цейлон повреден Ексетър и два разрушителя. С малък боекомплект Хагуро и Начи имат ограничено участие във втория бой в Яванско море, въпреки това тяхната поява не позволява на съюзния отряд да избегне боя, в който всички кораби на противника са потопени. Хагуро в хода на боя изстрелва 117 снаряда на главния калибър и 4 торпеда. След боевете Хагуро заедно с крайцера Миоко през Макасар се връща в Сасебо към 20 март.

### Боя в Коралово море
През пролетта на 1942 г. японското командване взема решение да разшири отбранителния си периметър чрез провеждането на ред настъпателни операции. Една от тези операции е превземането на Порт Морсби. За тази цел е сформирана специално съединение на Флота под командването на адмирал Иноуе Шигейоши. Крайцерът Хагуро с еднотипния Миоко е включен в състава на Ударното съединение на адмирал Такео Такаги, главната ударна сила на което са два тежки самолетоносача. Крайцерите отплават от метрополията на 23 април. В състава на Ударното съединение те участват в сражението в Коралово море. В първия ден на сражението, на 7 май, корабите се намират в охранението на самолетоносачите и не откриват огън. Вечерта японските адмирали разглеждат въпроса за провеждането на нощно търсене на американското авионосно съединение, което все още не е локализирано, но очевидно се намира някъде наблизо. Адмирал Такаги е привърженик на тази операция, но побеждава по-предпазливата позиция на командващия операцията, който решава да изчака до сутринта. В крайна сметка следващия ден тежките крайцери само охраняват японските самолетоносачи. Тяхната слаба зенитна артилерия не им позволява да свалят нито един американски самолет, но и Хагуро не получава повреди, тъй като американците са заети с атаки над по-ценните самолетоносачи. Двете страни след сражението отстъпват от района на бойните действия, но за японците отказът от Порт Морсби в крайна сметка става стратегически пропуск.

### Кампания в района на Соломоновите острови
На 7 август американско съединение осъществява десант на остров Гуадалканал в архипелага на Соломоновите острови, започвайки рашаващата операция в хода на Тихоокеанската кампания. Японското командване, приемайки предизвикателството, насочва в района на архипелага мощна ескадра. Първия удар е нанесен по американската ескадра, охраняваща подстъпите към острова. Тя е разгромена в боя при остров Саво.
Двете страни активно въвличат в кампанията нови сили. В края на август 1942 г. японците предприемат опит да отвоюват острова, използвайки главните сили на своя флот. 5-та дивизия тежки крайцери (Миоко и Хагуро) влиза в състава на съединението на вицеадмирал Нобутаке Кондо. Тези действия водят в крайна сметка до сражението при източните Соломонови острови. Крайцерът Хагуро няма особена роля в това сражение, след което той, заедно с другите кораби, осъществява крайцерски операции в района на Гуадалканал, оказвайки поддръжка на японските сухопътни войски. В хода на това той неведнъж е подложен на безуспешните атаки на американските самолети. Така например, на 14 септември, той е безрезултатно атакуван от 11 бомбардировача B-17. В края на септември крайцерът отива в Сасебо за планов ремонт. Никакви сериозни модификации не са правени на кораба по това време, с изключение на замяната на корабния кран. След ремонта в метрополията, Хагуро отново е изпратен в района на Соломоновите острови, доставяйки попътно в Рабаул специално подразделение Куре №6.

### Кампания 1943 г.
След поражението в боевете за Гуадалканал, японския флот фактически прекратява активната си дейност, пазейки сили за решаващото сражение с американския флот. Тежкият крайцер Хагуро през май се връща в метрополията, където от 19 май до 12 юни се намира в района на остров Парамушир поради заплахата от американци в района на Алеутските острови.
След това, в течение на юни – юли, корабът преминава поредната си модернизация. Преди всичко, за пореден път е усилено зенитното въоръжение. Около гротмачтата са поставени две сдвоени установки 25-мм оръдия, още две такива сдвоени установки са сложени на мястото на демонтираните 13,2-мм картечници. Корабът получава нов радар тип 21 с максимална далечина на засичане 5 километра.
В това време американските флот и армия бавно се придвижват по веригата от Соломонови острови, създавайки заплаха за голямата японска база в Рабаул. Хагуро на два пъти (в началото на август и средата на септември 1943 г.) се използва за доставка на подкрепления за базата от централната база на Трук, а също и за ескорт на транспортните съединения. В резултат, крайцерите Миоко и Хагуро се оказват на стоянка в Рабаул по време на началото на десанта на американците на остров Бугенвил. Командващият 8-ми Флот вицеадмирал Самеджима взема решението да наложи на противника нощно сражение, хвърляйки в нощта на 2 ноември в боя имащите се от него сили: 2 тежки крайцера, 2 леки крайцера и 6 разрушителя. Цел на похода са на първо място американските транспорти.
Но американското командване очаква контраудара на японците. Съединението на контраадмирал Сентаро Омори (командващ 5-та дивизия тежки крайцер) е засечено по-рано от авиацията. Още преди боя Хагуро, в нощта на 2 ноември, при нос Молтке получава повреди в носовата надстройка и бордовете в средната част на корпуса от близък разрив на 227-кг бомба, хвърлена от самолета-разузнавач SB-24 от състава на 5-та бомбардировъчна група. Скоростта на крайцера пада до 26 възела. Противникът оттегля транспортите, а съединението на прикритието им (4 леки крайцера и 8 разрушителя) заема позиции за прихващане. В последващото след това нощно сражение в залива на Императрица Августа е потопен лекия крайцер Сендай и 1 разрушител, без да нанесе съществени загуби на противника (повреден е един разрушител). Решаваща роля изиграва наличието у американците на добри радари, позволяващи по-рано да се открият японските кораби. Японският тежък крайцер участва в последния стадии на боя, получавайки шест попадения от 152-мм и 127-мм снаряди, без да причинят сериозни повреди (още повече, че 4 от тях въобще не детонират). Убит е 1 и са ранени 5 души. Самият крайцер атакува противника с торпеда и възможно уцелва с три невзривили се снаряда лекия крайцер Денвър. За пореден път японците излизат от боя, считайки, че противника е понесъл по-големи загуби. Сутринта на 2 ноември заливът на Рабаул е атакуван от 75 базови бомбардировача B-25. Няколко съда са потопени и повредени но Хагуро не получава попадения.
Повредите на Хагуро в боя в залива на Императрица Августа са незначителни, но изискват ремонт, за това на 4 ноември крайцерът отплава за в Трук, водейки на буксир повредения танкер Нисо Мару, а след това в Сасебо. Това му позволява да избегне повреди по време на следващия удар на авионосната американска авиация по Рабаул. Намирайки се в метрополията тежкия крайцер получава още осем единични 25-мм автомата.

### Кампания 1944 г.
На 23 декември Хагуро за пореден път е на Трук, където се намира до средата на февруари, правейки един транспортен рейс за Кавиенг. От Трук той отплава на 10 февруари 1944 г. щастливо избягвайки мощното нападение на американската авионосна авиация седмица по-късно. Новата главна база на флота стават островите Палау, но и там се задържат само до края на март, извършвайки ескортни походи. След това корабите се преместват поради опасения от нови нападения на Филипините. На 6 април 1944 г., по време на поредния преход Хагуро и другите кораби е атакуван от американската подводница SS-247 Дейс, която безрезултатно пуска 6 торпеда.
През юни 1944 г. крайцерът на два пъти участва в неуспешните опити да се доставят подкрепления на остров Биак, който е подложен на атаките на американския флот. Съединението на контраадмирал Саконджу трябва да достави 2500 души подкрепления от Филипините. В състава на съединението за прикритие заедно с линкора Фусо влизат и крайцерите на 5-а дивизия Хагуро и Миоко. Но поради прекалено ранното им откриване, операцията е отменена от командването на Флота и корабите са върнати в базата. Втория опит е осъществен само от разрушители, Хагуро отново осъществява далечното прикритие на операцията, която също завършва неудачно. Японското командване не изоставя идеята да окаже помощ на Биак планирайки да използва даже линкорите Ямато и Мусаши, но в средата на юни започват атаките над Марианските острови и флота започва да се готви за генералното сражение.
Решаващото сражение, за което японците се готвят толкова дълго време става в района на Марианските островов. 5-та ескадра тежки крайцери е придадена на съединението на самолетоносачите, осъществявайки неговата непосредствена охрана. Сражението е крайно неудачно за японския флот. На 19 юни почти в самото начало на боя Хагуро приема от повредения от американска подводница (и по-късно потънал) самолетоносач Тайхо щаба на Обединения флот начело с адмирал Джисабуро Озава. Така, в края на сражението Хагуро за кратко става флагманския кораб на японския флот. Крайцерът не е приспособен за тази роля: на него няма място за многобройния щаб и той не е подсигурен с достатъчно средства за свръзка. В крайна сметка, Озава е лишен от възможността пълноценно да управлява огромните си сили. Това не му позволява своевременно да оцени обстановката и да вземе решение за оттегляне. Едва на следващия ден щаба на адмирала е преведен на самолетоносача Дзуйкаку. Към вечерта флотът е атакуван от американските палубни самолети и понася нови загуби. Хагуро по време на атаките прикрива самолетоносачите, не получавайки попадения, но и не успява да свали нито един самолет. След понесеното поражение японския флот се връща в метрополията.
По време на престоя в базата на крайцера е проведена поредната модернизация. Сражението при Марианските острови за пореден път продемонстрира нарасналата роля на авиацията и незащитеността на надводните кораби. Единствения способ да се усили ПВО на корабите е насищането му компактните 25-мм оръдия, които на кораба са поставени като още четири трицевни установки и 16 единични 25-мм оръдия. Така общия брой на оръдията достига 52 единици. На гротмачтата е поставен нов радар ПВО тип 13 с далечина на откриване на групи самолети на разстояние 100 км и единични самолети на 50 км. Също е заменен и радарът за откриване на надводни цели. Сега крайцерът е снабден с радар тип 22 №4, който може да засече голям кораб на разстояние 25 км, освен това има и възможност да осъществява корекция на огъня. За намаляване на теглото от Хагуро е свалена носовата двойка прожектори и кърмовите торпедни апарати, броя торпеда е намален от 24 до 16 единици. Също са свалени хидросамолетите. След това крайцерът, през юни 1944 г., участва в прехвърлянето на войски от Япония във Филипините, след което са пребазирани в Сингапур.

### Сражението при Филипините
След победата в сражението при Марианските острови следваща цел на американския флот стават Филипините, десантът на които започва през октомври 1944 г. Да игнорира новия удар на противника японското командване не може и в боя са хвърлени максималните възможни сили на флота и авиацията. 5-та дивизия тежки крайцери (Миоко и Хагуро) е включена в състава на Централното съединение под командването на Такео Курита. При подхода към Филипините крайцерът Хагуро успява да избегне опустошителните атаки на американските подводници от 23 октомври, които водят до гибел на два и повреди на още два тежки крайцера. За сметка на това на следващия ден съединението е подложено на мощен удар на авиацията в морето Сибуян. След повреждането на Миоко, заради което той напуска съединението, Хагуро става флагмански кораб на 5-та дивизия тежки крайцери.
След два дена Хагуро участва в боя при остров Самар. На 25 октомври Централното съединение излиза във Филипинско море и при остров Самар атакува съединението на американските ескортни самолетоносачи под охрана на разрушители. В хода на сражението американците задействат цялата достъпна авиация от шестте ескортни самолетоносача, а в същото време японския флот стоварва цялата мощ на своята артилерия. Крайцерът има активно участие в боя и, много вероятно, внася решаващ принос за потопяването на самолетоносача Хембиер Бей. Освен това той нанася повреди на разрушителите Херман и Семюел Л. Робъртс, който по-късно потъва. На свой ред в 08.25 Хагуро получава пряко попадение на 454-кг бомба в кулата на главния калибър №2, която се взривява вътре в бойното отделение, убивайки 30 души. Само бързото затваряне на огнеупорните врати спасява кораба от взрив на погребите. Бомбата е хвърлена от самолет ТВМ „Авенджър“ на един от ескортните самолетоносачи на 77-ма оперативна група.
Повреденият крайцер заедно с Централното съединение успешно избягва атаките на американската авиация по обратния път и на 28-ми пристига в Бруней, а след това се връща в Сингапур. Сражението при Филипините става истинско клане за крайцерските сили на японския флот – потопени са 7 тежки крайцера и са повредени 6 кораба.

### Гибел на кораба
Намирайки се в Сингапур тежкият крайцер почти не излиза в морето, явявайки се основна цел на британския флот. В края на декември Хагуро участва в спасителната операция на крайцера Миоко, който е повреден от американска подводница. На 23 декември Хагуро успява да вземе повредения кораб на буксир и след два дни го довежда в Сингапур. През май 1945 г. крайцерът е използван за доставки на продоволствия за Андаманските острови. Първият рейс е отменен поради опасност за среща с превъзходящите сили на английския флот, които целенасочено ловуват последните големи японски кораби в този район.
След няколко дена Хагуро с разрушителя Камикадзе излиза в поход. Вечерта на 15 май е получена информация за английски разрушители. Командирът на съединението вицеадмирал Шинтаро Хашимото решава да се отклони от боя, но през нощта се среща с 26-та флотилия разрушители (Сомарец, Верулам, Виджилант, Венус и Вираго), което прераства в бой в Малакския пролив. Хагуро първи визуално открива разрушителите и прави по тях два залпа от главния калибър, постигайки попадения в Сомарец (2 убити и 3 ранени). Скоро Хагуро получава попадение на две 533-мм торпеда Mk IX в левия борд – срещу кули №1 и №3. Корабът губи ход и се накренява на 30°. Скоро в крайцера попада трето торпедо – този път в машинното отделение по левия борд. Крайцерът става неуправляем, кренът на левия борд се увеличава, и два часа след началото на боя крайцерът потъва с носа напред на 27 мили североизточно от Пенанг. След пладне на 17 май връщащия се от Пенанг Камикадзе спасява от водата 320 души. Останалите 880, включая вицеадмирал Хашимото и командирът на кораба Кайо Шугируа загиват. Корабът е изключен от списъците на флота на 20 юни.

## Командири на кораба
Капитан 1-ви ранг Хара Кейтаро 01.19.1929 – 30.11.1929

 Капитан 1-ви ранг Уно Секидзо 30.11.1929 – 01.12.1930

 Капитан 1-ви ранг Кобаяши Соносуке 01.12.1930 – 10.10.1931

 Капитан 1-ви ранг Номура Наокуни 10.10.1931 – 14.02.1933

 Капитан 1-ви ранг Моримото Дзьо 14.02.1933 – 15.11.1933

 Капитан 1-ви ранг Ямагучи Минору 15.11.1933 – 15.11.1935

 Капитан 1-ви ранг Самджима Томошиге 15.11.1935 – 01.12.1936

 Капитан 1-ви ранг Аояги Мунешиге 01.12.1936 – 01.12.1939

 Капитан 1-ви ранг Огата Масаки 01.12.1939 – 01.10.1940

 Капитан 1-ви ранг Хамада Кийоши 01.10.1940 – 25.07.1941

 Капитан 1-ви ранг Мори Томоичи 25.07.1941 – 20.10.1942

 Капитан 1-ви ранг (контраадмирал) Уодзуми Джисаку 10.10.1942 – 01.12.1943

 Капитан 1-ви ранг (от 01.05.1945 контраадмирал, от 16.05.1945 вицеадмирал посмъртно) Сугиура Каджу 01.12.1943

## Коментари
1. ↑  При влизането му в строй е класифициран като крайцер 1-ви клас (ито дзюнъйокан, по водоизместимост), от 1931 г. като клас A (ко-кю дзюнъйокан, с 8-дюймов главен калибър, т.е. тежък).
2. ↑  Термина „дивизия“ на-често се използва при превод на японската дума „сентай“.